# Peck (Idaho)
Peck és una població dels Estats Units a l'estat d'Idaho. Segons el cens del 2000 tenia 186 habitants.

## Demografia
Segons el cens del 2000, Peck tenia 186 habitants, 87 habitatges, i 62 famílies. La densitat de població era de 266 habitants/km².
Dels 87 habitatges en un 23% hi vivien nens de menys de 18 anys, en un 63,2% hi vivien parelles casades, en un 8% dones solteres, i en un 28,7% no eren unitats familiars. En el 27,6% dels habitatges hi vivien persones soles el 14,9% de les quals corresponia a persones de 65 anys o més que vivien soles. El nombre mitjà de persones vivint en cada habitatge era de 2,14 i el nombre mitjà de persones que vivien en cada família era de 2,58.
Per edats la població es repartia de la següent manera: un 17,7% tenia menys de 18 anys, un 2,2% entre 18 i 24, un 26,9% entre 25 i 44, un 19,9% de 45 a 60 i un 33,3% 65 anys o més.
L'edat mediana era de 48 anys. Per cada 100 dones de 18 o més anys hi havia 82,1 homes.
La renda mediana per habitatge era de 27.500 $ i la renda mediana per família de 29.531 $. Els homes tenien una renda mediana de 36.250 $ mentre que les dones 28.750 $. La renda per capita de la població era de 14.863 $. Aproximadament el 16% de les famílies i el 13,2% de la població estaven per davall del llindar de pobresa.

## Poblacions més properes
El següent diagrama mostra les poblacions més properes.